# Kingsford Heights
Pour les articles homonymes, voir Kingsford.
Kingsford Heights est une municipalité américaine située dans le comté de LaPorte en Indiana.
Lors du recensement de 2010, sa population est de 1 435 habitants. La municipalité s'étend sur 0,94 mille carré (2,43 km2).
En 1940, le département de la Guerre des États-Unis choisit d'implanter une importante usine de munitions à Kingsbury (Indiana). Victory City est fondée le 23 juillet 1943 pour les ouvriers de l'usine. Environ 3 000 maisons sont construites mais seulement 200 familles s'y installent ; face à cet échec de nombreuses maisons sont déplacées dans les années qui suivent. L'usine ferme en 1949 puis rouvre quelque temps durant la guerre de Corée.
Après la guerre, Victory City adopte le nom de Kingsford Heights, moins connoté. Elle devient une municipalité en 1946.
Historiquement ouvrière et démocrate, la ville vote cependant à 56 % pour Donald Trump en 2016 après avoir soutenu Barack Obama à 60 % en 2012.